# Africani (biscotti)
Gli africani sono dei biscotti a base di tuorli d'uovo e zucchero tipici della città di Galatina.
Nella prima metà del ‘900, gli africani venivano preparati per i bambini dalle mamme o dalle nonne, che la sera portavano lo zabaglione fatto in casa presso un forno comune, appena spento, per farlo cuocere.
Recenti studi hanno messo in rilievo l’origine di questo prodotto dal ricettario di Vincenzo Corrado: Il Cuoco Galante, edito a Napoli per la prima volta nel 1773.
Una delle prime versioni della ricetta, del 1778, descrive il procedimento in questi termini:
«Biscotti all’africana - Mescolali bene dieci gialli d’uova con dieci oncie di zucchero in polvere, in modo che i gialli diventino quasi bianchi, si uniscano con mezza chiara d’uovo montata, ed un senso di Cedrato. Poi distribuito questo composto in varie cartelline lunghe, e strette, si farà cuocere al forno lentamente, e quando si distaccheranno dalla carta si possono servire».
Sembra che l’erudito Corrado avesse fatto dono della propria opera al Cav. Antonio Paci, il quale, per ringraziarlo, scrisse una lettera da Firenze il 17 maggio 1781. Questa lettera, quindi, sta a testimoniare almeno una circostanza di come questo ricettario sia giunto in Toscana, dove l'africano è tuttora diffusamente prodotto nelle aree geografiche del Chianti e del Mugello.
La circostanza in cui, invece, fu conosciuto dai galatinesi, prima di giungere a Galatina, è stata individuata nel carteggio dei Siciliani, secondo gli indizi rilevati in una lettera di Rosario Siciliani al fratello Pietro Donato, scritta a Firenze il 5 febbraio 1866. Un vassoio di questi affricani, infatti, fu offerto ai partecipanti alla cerimonia di battesimo di Vito, figlio di Pietro Siciliani, fratello di Rosario, e di Cesira Pozzolini, tra i quali erano presenti anche alcuni illustri galatinesi.
È stato ipotizzato che il nome "africano" si riferisse alla provenienza delle uova dall’allevamento avicolo in cui erano utilizzati dei galli pregiati di origine dei paesi africani. Pertanto, il Corrado avrebbe utilizzato questo termine per sottendere la loro qualità.
Gli africani sono chiamati anche dita di Apostolo, espressione coniata probabilmente in ambienti religiosi e dovuta, verosimilmente, alla loro forma affusolata.